# Eva Kraus (Kulturmanagerin)
Eva-Christina Kraus (* 1971 in München) ist eine deutsche Kulturmanagerin und Museumsleiterin. Seit 2020 ist sie Intendantin der Kunst- und Ausstellungshalle der Bundesrepublik Deutschland in Bonn.

## Leben und Werk
Eva Kraus erlangte 1990 das bilinguale Abitur am Käthe-Kollwitz-Gymnasium München. Dann studierte sie von 1990 bis 1995 an der Universität für angewandte Kunst  in Wien und schloss 1995 als Magistra artium ab.
Anschließend machte sie ein Volontariat am Cooper-Hewitt National Design Museum in New York. 1999 kam sie nach Wien zurück und baute das Museum der Österreichischen Friedrich und Lillian Kiesler-Privatstiftung auf. 2007 gründete sie mit Steinle Contemporary eine Galerie in München, die sie bis 2012 leitete. Mit einer Dissertation über die Ausstellungspraxis der Surrealisten wurde sie 2010 in Wien zum Dr. phil. promoviert. 2011 war sie Gastdozentin an der Akademie der Bildenden Künste Nürnberg. Von 2012 bis 2014 war sie freischaffende Kuratorin und leitete etwa 2013 das Jahresprojekt „A Space Called Public – Hoffentlich öffentlich“ mit Interventionen der Kunst im öffentlichen Raum, das Elmgreen und Dragset für die Stadt München entworfen hatten, sowie eine Ausstellung im Espace Louis Vuitton, Tokio.
Im Juli 2014 wurde Kraus vom bayerischen Kultusminister Ludwig Spaenle – als Nachfolgerin von Angelika Nollert – zur neuen Leiterin des Neuen Museums Nürnberg berufen. Seit 1. August 2020 ist Kraus Intendantin der Kunst- und Ausstellungshalle der Bundesrepublik Deutschland. Am 25. Juli 2025 wurde bekannt, dass Eva Kraus Intendantin der Bundeskunsthalle bleibt. Ihr Vertrag wurde bis zum 31. Juli 2030 verlängert.

## Schriften
- (Hrsg.): Out of Order, Werke aus der Sammlung Haubrok, Teil 1 und Teil 2, Verlag für Moderne Kunst, Wien, 2020, ISBN 978-3-903320-53-6.
- (Hrsg. zusammen mit  Daniel Koep, Petra Roettig): KP Brehmer. Kunst ≠ Propaganda, König, Köln, 2019, ISBN 978-3-96098-459-7 (deutsch), ISBN 978-3-96098-460-3 (englisch).
- (Hrsg.): Boris Lurie – Anti-Pop, Verlag für Moderne Kunst, Wien, 2017, ISBN 978-3-903153-52-3.
- (Hrsg.): Gesichter – Ein Motiv zwischen Figur, Porträt und Maske, Verlag für Moderne Kunst, Wien, 2015, ISBN 978-3-903004-04-7.
- (Hrsg.): WeTransform – Kunst und Design zu den Grenzen des Wachstums, Verlag für Moderne Kunst, Wien, 2016, ISBN 978-3-903131-26-2.
- (Hrsg.): Ross Bleckner – Bilder Paintings 1985–2018, Verlag für Moderne Kunst, Wien, 2019, ISBN 978-3-903320-14-7.